# 1. division i ishockey 1966-67
1. division i ishockey 1966-67 var turneringen om det 10. DM i ishockey. Mesterskabet blev arrangeret af Dansk Ishockey Union, og det var syvende sæson, at mesterskabet blev afviklet i ligaform. Turneringen blev afviklet som en dobbeltturnering alle-mod-alle med deltagelse af syv hold, hvoraf USG imidlertid trak sig.
Mesterskabet blev vundet af Gladsaxe Skøjteløberforening, som dermed vandt DM-titlen for første gang, og det betød at DM-titlen for første gang ikke blev vundet af KSF eller Rungsted IK. Sølvmedaljerne gik til KSF, mens bronzemedaljerne for andet år i træk blev vundet af Esbjerg Ishockey Klub.

## Resultater og stillinger
De seks deltagende hold spillede en dobbeltturnering alle-mod-alle.
| Nr | Hold        | K  | V | U | T | Mf |   | Mi | +/- | P                         |
| -- | ----------- | -- | - | - | - | -- | - | -- | --- | ------------------------- |
| 1  | Gladsaxe SF | 10 | 7 | 3 | 0 | 52 | – | 25 | +27 | 17                        |
| 2  | KSF (M)     | 10 | 6 | 1 | 3 | 53 | – | 33 | +20 | 13                        |
| 3  | Esbjerg IK  | 10 | 5 | 2 | 3 | 64 | – | 34 | +30 | 12                        |
| 4  | Rødovre SIK | 10 | 5 | 1 | 4 | 42 | – | 39 | +3  | 11                        |
| 5  | Rungsted IK | 10 | 2 | 2 | 6 | 27 | – | 38 | −11 | 6                         |
| 6  | Vojens IK   | 10 | 0 | 1 | 9 | 23 | – | 92 | −69 | 1                         |
| -  | USG         | 0  | 0 | 0 | 0 | 0  | – | 0  | 0   | 0Trak sig fra turneringen |

 K: Kampe spillet, V: Vundne kampe, U: Uafgjorte kampe, T: Tabte kampe, Mf: Mål for, Mi: Mål imod, +/-: Måldifference, P: Point